# بالتیمور بولتز (۱۹۵۴–۱۹۴۴)
بالتیمور بولتز (انگلیسی: Baltimore Bullets)، تیم بسکتبال حرفه‌ای در شهر بالتیمور بود. این تیم در ای‌بی‌ال (۱۹۴۷–۱۹۴۴)، بی‌ای‌ای (۱۹۴۹–۱۹۴۷) و (پس از ادغام بی‌ای‌ای با ان‌بی‌ال) در ان‌بی‌ای (۱۹۵۴–۱۹۴۹) فعالیت داشت. در ۲۷ نوامبر ۱۹۵۴، این تیم در میانه فصل با رکوردِ ۳ برد و ۱۱ باخت منحل شد، و تبدیل به آخرین تیم ان‌بی‌ای که منحل می‌شود. بولتز در بین تمامی تیم‌های منحل‌شده ان‌بی‌ای، طولانی‌ترین مدت عضویت در این لیگ را داشته و تنها تیم منحل‌شده‌ای است که قهرمانی ان‌بی‌ای را به دست آورده است.
نام بولتز در سال ۱۹۶۳، زمانی که تیم سابق شیکاگو زفیرز به بالتیمور نقل مکان کرد، احیا شد؛ حتی پس از اینکه این تیم در سال ۱۹۷۳ به واشینگتن نقل مکان کرد، نام بولتز را به مدت ۲۴ سال دیگر حفظ کرد تا اینکه به ویزاردز تغییر نام داد.